# Command
Command é um dos 11 padrões comportamentais dentre os 23 padrões de projeto de software do GOF. Na programação orientada a objeto, o command é um padrão no qual um objeto é usado para encapsular toda informação necessária para executar uma ação ou acionar um evento em um momento posterior.

## Objetivo
O Padrão Command tem como definição encapsular uma solicitação como um objeto, o que lhe permite parametrizar outros objetos com diferentes solicitações, enfileirar ou registrar solicitações e implementar recursos de cancelamento de operações. Isso inclui informações como o nome do método, o objeto que o método pertence e os valores dos parâmetros do método.

## Estrutura
A classe aplicação cria um comando concreto e configura o receiver para que este possa executá-lo. A classe Receiver, que pode ser qualquer classe na aplicação, sabe como executar o trabalho necessário. ConcreteCommand é responsável por manter um vínculo entre uma ação (método action()) e um objeto da classe Receiver. Assim, um objeto Invoker invoca o método execute() e ConcreteCommand realiza uma ou mais ações no objeto Receiver. O papel do Command, que pode ser uma interface ou classe abstrata, é o de disponibilizar uma interface comum a todas as classes concretas que a implementam.

## Implementação
Considere um "simples" interruptor. Nesse exemplo vamos configurar o interruptor (Switch) com duas funções: ligar e desligar a luz.
Um benefício em particular da implementação do command pattern é que o interruptor pode ser usado em qualquer dispositivo, não somente uma luz - no próximo exemplo, o Switch liga e desliga a luz, mas o construtor do Switch aceita qualquer subclasse de Command para seus dois parametros. Por exemplo, você pode configurar o Switch (interruptor) para ligar um motor.

### C#
O código a seguir é uma implementação do Command Pattern em C#.
```
namespace
 
CommandPattern

{

    
using
 
System
;
 

    
public
 
interface
 
ICommand

    
{

        
void
 
Execute
();

    
}

    
/* Classe invocadora */

    
public
 
class
 
Switch

    
{

        
ICommand
 
_closedCommand
;

        
ICommand
 
_openedCommand
;

        
public
 
Switch
(
ICommand
 
closedCommand
,
 
ICommand
 
openedCommand
)

        
{

            
this
.
_closedCommand
 
=
 
closedCommand
;

            
this
.
_openedCommand
 
=
 
openedCommand
;

        
}

        
//fecha o circuito/liga

        
public
 
void
 
Close
()

        
{

           
this
.
_closedCommand
.
Execute
();

        
}

        
//abre o circuito/desliga

        
public
 
void
 
Open
()

        
{

            
this
.
_openedCommand
.
Execute
();

        
}

    
}

    

    
/* Uma interface que define as ações que o recebedor consegue executar*/

    
public
 
interface
 
ISwitchable

    
{

        
void
 
PowerOn
();

        
void
 
PowerOff
();

    
}

    
/* Classe recebedora */

    
public
 
class
 
Light
 
:
 
ISwitchable

    
{

        
public
 
void
 
PowerOn
()

        
{

            
Console
.
WriteLine
(
"A luz está ligada"
);

        
}

        
public
 
void
 
PowerOff
()

        
{

            
Console
.
WriteLine
(
"A luz está desligada"
);

        
}

    
}

    
/* O comando para ligar o dispositivo - ConcreteCommand #1 */

    
public
 
class
 
CloseSwitchCommand
:
 
ICommand

    
{

        
private
 
ISwitchable
 
_switchable
;

        
public
 
CloseSwitchCommand
(
ISwitchable
 
switchable
)

        
{

            
_switchable
 
=
 
switchable
;

        
}

        
public
 
void
 
Execute
()

        
{

            
_switchable
.
PowerOn
();

        
}

    
}

    
/* O comando para desligar o dispositivo - ConcreteCommand #2 */

    
public
 
class
 
OpenSwitchCommand
 
:
 
ICommand

    
{

        
private
 
ISwitchable
 
_switchable
;

        
public
 
OpenSwitchCommand
(
ISwitchable
 
switchable
)

        
{

            
_switchable
 
=
 
switchable
;

        
}

        
public
 
void
 
Execute
()

        
{

            
_switchable
.
PowerOff
();

        
}

    
}

    
/* Classe teste */

    
internal
 
class
 
Program

    
{

        
public
 
static
 
void
 
Main
(
string
[]
 
args
)

        
{

            
string
 
arg
 
=
 
args
.
Length
 
>
 
0
 
?
 
args
[
0
].
ToUpper
()
 
:
 
null
;

            
ISwitchable
 
lamp
 
=
 
new
 
Light
();

            
//Passa referencia da lampada para cada comando

            
ICommand
 
switchClose
 
=
 
new
 
CloseSwitchCommand
(
lamp
);

            
ICommand
 
switchOpen
 
=
 
new
 
OpenSwitchCommand
(
lamp
);

            
//Passa referencia para as instancias dos objetos do Command para o Switch

            
Switch
 
@switch
 
=
 
new
 
Switch
(
switchClose
,
 
switchOpen
);

            

            
if
 
(
arg
 
==
 
"ON"
)

            
{

                
// Switch (Invocador) vai invocar o Execute() (the Command) no objeto do command - _closedCommand.Execute();

                
@switch
.
Close
();

            
}

            
else
 
if
 
(
arg
 
==
 
"OFF"
)

            
{

                
//Switch (Invocador) vai invocar o Execute() (the Command) no objeto do command - _openedCommand.Execute();

                
@switch
.
Open
();

            
}

            
else

            
{

                
Console
.
WriteLine
(
"Argumento \"ON\" ou \"OFF\" é necessário."
);

            
}

        
}

    
}

}

```

### Java
```
import
 
java.util.List
;

import
 
java.util.ArrayList
;

/** Interface do Command */

public
 
interface
 
Command
 
{

   
void
 
execute
();

}

/** Classe invocadora */

public
 
class
 
Switch
 
{

   
private
 
List
<
Command
>
 
history
 
=
 
new
 
ArrayList
<
Command
>
();

   
public
 
void
 
storeAndExecute
(
Command
 
cmd
)
 
{

      
this
.
history
.
add
(
cmd
);
 
// optional 

      
cmd
.
execute
();

   
}

}

/** Classe recebedora */

public
 
class
 
Light
 
{

   
public
 
void
 
turnOn
()
 
{

      
System
.
out
.
println
(
"A luz está ligada"
);

   
}

   
public
 
void
 
turnOff
()
 
{

      
System
.
out
.
println
(
"A luz está desligada"
);

   
}

}

/** O Command para ligar a luz - ConcreteCommand #1 */

public
 
class
 
FlipUpCommand
 
implements
 
Command
 
{

   
private
 
Light
 
theLight
;

   
public
 
FlipUpCommand
(
Light
 
light
)
 
{

      
this
.
theLight
 
=
 
light
;

   
}

   
@Override
    
// Command

   
public
 
void
 
execute
()
 
{

      
theLight
.
turnOn
();

   
}

}

/** O Command para desligar a luz - ConcreteCommand #2 */

public
 
class
 
FlipDownCommand
 
implements
 
Command
 
{

   
private
 
Light
 
theLight
;

   
public
 
FlipDownCommand
(
Light
 
light
)
 
{

      
this
.
theLight
 
=
 
light
;

   
}

   
@Override
    
// Command

   
public
 
void
 
execute
()
 
{

      
theLight
.
turnOff
();

   
}

}

/* Classe teste */

public
 
class
 
PressSwitch
 
{

   
public
 
static
 
void
 
main
(
String
[]
 
args
){

      
// Checa o número de argumentos

      
if
 
(
args
.
length
 
!=
 
1
)
 
{

         
System
.
err
.
println
(
"Argumento \"ON\" or \"OFF\" é necessário."
);

         
System
.
exit
(
-
1
);

      
}

      
Light
 
lamp
 
=
 
new
 
Light
();

      
Command
 
switchUp
 
=
 
new
 
FlipUpCommand
(
lamp
);

      
Command
 
switchDown
 
=
 
new
 
FlipDownCommand
(
lamp
);

      
Switch
 
mySwitch
 
=
 
new
 
Switch
();

      
switch
(
args
[
0
]
)
 
{

         
case
 
"ON"
:

            
mySwitch
.
storeAndExecute
(
switchUp
);

            
break
;

         
case
 
"OFF"
:

            
mySwitch
.
storeAndExecute
(
switchDown
);

            
break
;

         
default
:

            
System
.
err
.
println
(
"Argumento \"ON\" or \"OFF\" é necessário."
);

            
System
.
exit
(
-
1
);

      
}

   
}

}

```

## Problema
Algumas vezes é necessário emitir solicitações para objetos nada sabendo sobre a operação que está sendo solicitada ou sobre o receptor da mesma.
Utilizar quando:
- Parametrizar objetos por uma ação a ser executada. Você pode expressar tal parametrização numa linguagem procedural através de uma função callback, ou seja, uma função que é registrada em algum lugar para ser chamada em um momento mais adiante. Os Commands são uma substituição orientada a objetos para callbacks;
- Especificar, enfileirar e executar solicitações em tempos diferentes. Um objeto Command pode ter um tempo de vida independente da solicitação original. Se o receptor de uma solicitação pode ser representado de uma maneira independente do espaço de endereçamento, então você pode transferir um objeto Command para a solicitação para um processo diferente e lá atender a solicitação;
- Suportar desfazer operações. A operação Execute, de Command, pode armazenar estados para reverter seus efeitos no próprio comando. A interface do Command deve ter acrescentada uma operação Unexecute, que o reverte.efeitos de uma chamada anterior de Execute. Os comandos executados são armazenados em uma lista histórica. O nível ilimitado de desfazer e refazer operações é obtido percorrendo esta lista para trás e para frente, chamando operações Unexecute e Execute, respectivamente.

## Aplicabilidade
A chave deste padrão é uma classe abstrata Command, a qual declara uma interface para execução de operações. Na sua forma mais simples, esta interface inclui uma operação abstrata Execute. As subclasses concretas de Command especificam um par receptor-ação através do armazenamento do receptor como uma variável de instância e pela implementação de Execute para invocar a solicitação. O receptor tem o conhecimento necessário para poder executar a solicitação, porém externamente os objetos não sabem quais ações estão sendo executadas no receptor, eles apenas visualizam o método execute() que irá executar as suas solicitações. Desta forma, todos os clientes de objetos command tratam cada objeto como uma "caixa preta", simplesmente invocando o método execute()sempre que o cliente exige "serviço" do objeto.
Usar objetos de Command faz com que seja mais fácil construir componentes gerais que precisam delegar, sequenciar ou executar chamadas de métodos em um momento de sua escolha, sem a necessidade de conhecer a classe do método ou os parâmetros do método. Usar um objeto invoker permite contabilizar sobre as execuções de comando a serem realizadas convenientemente, bem como a implementação de diferentes modos para comando, que são geridos pelo objeto invoker, sem a necessidade do cliente estar ciente da existência da contabilidade ou modos.

## Usos
Objetos command são usados para implementação.

### GUI botões e itens de menu
Em Swing e programação Borland Delphi, uma ação é o objeto command. Além da capacidade de executar o comando desejado, uma ação deve ser associada a um ícone, teclado, atalho e assim por diante. Um botão da barra de ferramentas ou menu pode ser completamente inicializado usando apenas o objeto Action.

### Gravações de Macros
Se todas as ações são representadas pelos objetos command, o programa pode gravar uma sequência de ações simplesmente mantendo uma lista dos objetos command como eles são executados. Pode-se então “Reproduzir” as mesmas ações, executando os mesmo objetos do comando novamente em sequência. Se o programa incorpora um mecanismo de script, cada objeto de comando pode implementar um método toScript() e as ações do usuário podem então ser facilmente registradas como scripts.

### Código Mobile
Usando linguagens como Java onde o código pode ser transmitido de um local para o outro através carregadores de classes de URL e codebases os comando podem ativar o novo comportamento a serem entregues para locais remotos (EJB Command, Mester Worker).

### Undo Multi-level
Se todas as ações de um programa são implementadas como objetos de comando, o programa pode manter uma pilha dos comandos mais usados recentemente. Quando o usuários precisar desfazer um comando, o programa simplesmente mostra o objeto de comando mais recente e executa o método desfazer.

### Networking
É possível enviar todos os objetos command pela network para eles serem executados em outras maquinas. Por exemplo, as ações de um jogador em um jogo de computador.

### Processamento Paralelo
Onde os comandos são escritos como tarefas a um recurso compartilhado e executado por muitos segmentos em paralelo (possivelmente em maquinas remotas – Está variante é muitas vezes referida como o padrão Master/Worker.

### Barras de progresso
Suponha que um programa tem uma sequência de comandos que ele executar em ordem. Se cada objeto de comando tem um método getEstimateDuration() o programa pode facilmente estimar a duração total. Ele pode mostrar uma barra de progresso que reflete significativamente o quão perto o programa esta da conclusão de todas as tarefas.

### Comportamento Transacional
Similar ao undo, um instalador de banco de dados ou software pode manter uma lista de operações que tenham sido realizadas ou venham a ser realizadas. No caso de um deles, falhar todos os outros podem ser revistos ou descartados (normalmente chamado de reversão). Por exemplo, se duas tabelas de banco de dados que se referem uma a outra devem ser atualizadas, e a segunda atualização falhar, a transação pode ser revertida, de modo que a primeira tabela não contenha agora uma referência válida. 

### Wizard
Muitas vezes, um assistente apresenta várias páginas de configurações para uma única ação que só acontece quando o usuário clica no botão “Finish” na última página. Nestes casos, uma maneira natural de código de interface de usuário separada do código de aplicativo é, implementar o assistente usando um objeto de comando. O objeto de comando é criado quando o assistente é exibido pela primeira vez. Cada página do assistente armazena suas mudanças GUI no objeto de comando, de modo que o objeto é preenchido quando o usuário avança. “Finish” simplesmente dispara uma chamada para executar(). Desta forma, a classe comando irá funcionar.

## Anti-Pattern
Classes que implementam métodos para realizarem suas tarefas tornam-se "inchadas", sendo difíceis de receberem manutenção e pouco extensíveis. Com isto, tais classes passam a ter um forte acoplamento com as tarefas (comandos) a serem realizadas.

## Sinônimos
Também conhecido como Action (Ação), Transaction (Transação).
```
também conhecido como VGA
```

## Padrões Relacionados
Composite, Memento, Prototype